# Спера
Спера (итал. Spera) је насеље у Италији у округу Тренто, региону Трентино-Јужни Тирол.
Према процени из 2011. у насељу је живело 476 становника. Насеље се налази на надморској висини од 553 м.

## Становништво
Према резултатима пописа становништва 2011. у општини је живело 585 становника.
| 1931. | 1936. | 1951. | 1961. | 1971. | 1981. | 1991. | 2001. | 2011. |
| ----- | ----- | ----- | ----- | ----- | ----- | ----- | ----- | ----- |
| 571   | 506   | 526   | 538   | 559   | 533   | 520   | 539   | 585   |